# ریچارد هولبروک
ریچارد هولبروک (به انگلیسی: Richard Holbrooke) (۲۴ دسامبر ۱۹۴۱–۱۳ دسامبر ۲۰۱۰) دیپلمات ارشد آمریکایی بود.
هولبروک از بانیان موافقت نامه دیتون بود که منجر به توافق صرب‌ها کروات‌ها و بوسنیایی‌ها شد. او تا هنگام مرگش در ۱۳ دسامبر ۲۰۱۰ میلادی، نماینده ویژه باراک اوباما، رئیس‌جمهور آمریکا در امور پاکستان و افغانستان بود. این دیپلمات با سابقه که به «بولدوزر» معروف بود، گروه‌های متخاصم زیادی را پای میز مذاکره آورده بود.
ریچارد هولبروک از دانش‌آموختگان دانشگاه براون و دانشگاه پرینستون بود.
وی هفت بار نامزد جایزه صلح نوبل شد، اما هیچ‌گاه موفق به دریافت آن نشد.

## سمت‌های اجرایی
او تنها فردی محسوب می‌شود که سمت مشاور وزیر امور خارجه آمریکا در دو منطقه جداگانه در جهان را عهده دار بوده است.
- او در سال‌های 1977 تا 1981 و در سال‌های 1994 تا 1996 به ترتیب به عنوان مشاور وزارت امور خارجه آمریکا در امور آسیا و اروپا به انجام وظیفه پرداخته است.

- در فاصله سال‌های 1993 تا 1994 نیز هالبروک سفیر آمریکا در آلمان بوده است. اگر چه او در محافل دیپلماتیک و خبرنگاری به خوبی شناخته شده بود، اما تا زمان امضای قرار داد صلح دیتون که میان طرفین درگیر در بوسنی در سال 1995 به امضا رسید، در سطح جهان چندان شناخته شده نبود.

- موفقیت در به امضا رساندن قرار داد صلح دیتون سبب شد تا وی در سال 1997 به عنوان یکی از نامزد‌های اصلی تصدی گری سمت وزارت امور خارجه آمریکا مطرح شود، اما بیل کلینتون رئیس جمهوری وقت آمریکا در نهایت مادلین آلبرایت را به جای وارن کریستوفر در مقام وزیر امور خارجه آمریکا منصوب کرد.

- هالبروک در سال‌های 1999 تا سال 2001 نیز در مقام سفیر آمریکا در سازمان ملل متحد انجام وظیفه کرده است.

- هالبروک در زمان انتخابات ریاست جمهوری 2004 آمریکا سمت مشاور جان کری کاندیدای دموکرات‌ها در این انتخابات را عهده دار بود.

- او در سال 2008 نیز  در مقام مشاور ارشد سیاست خارجی به ستاد هیلاری رودهام کلینتون یکی از کاندیداهای دموکرات شرکت کننده در مرحله مقدماتی انتخابات ریاست جمهوری آمریکا پیوست. ریچارد هالبروک در آن زمان به عنوان یکی از کاندیداهای اصلی تصدی سمت وزارت خارجه آمریکا در دولت‌های اوباما و یا کلینتون مطرح بود.

- در 22 ژانویه 2009، هالبروک در سمت فرستاده ویژه آمریکا به پاکستان و افغانستان در دولت باراک اوباما منصوب شد.[۸]

## مرگ
در تاریخ ۱۱ دسامبر ۲۰۱۰ میلادی، ریچارد هولبروک، در جریان ملاقاتی با هیلاری کلینتون، وزیر امور خارجه آمریکا دچار ناراحتی قلبی شد و بلافاصله به بیمارستان انتقال یافت. رگ آئورت او که اکسیژن را از قلب به سایر اندام‌های بدن می‌رساند پاره شده‌بود. وی نهایتاً در تاریخ ۱۳ دسامبر ۲۰۱۰ میلادی، در حین دومین عمل جراحی قلب در بیمارستان دانشگاه جورج واشینگتن در واشینگتن‌دی‌سی درگذشت.